# New Orleans Challenger
Il New Orleans Challenger è stato un torneo professionistico di tennis giocato su campi in cemento. Faceva parte dell'ATP Challenger Series. Si giocava annualmente a New Orleans negli USA.

## Albo d'oro

### Singolare
| Anno | Campione       | Finalista   | Punteggio   |
| ---- | -------------- | ----------- | ----------- |
| 2006 | Cecil Mamiit   | Amer Delić  | 6–3, 7–6(1) |
| 2007 | Kevin Anderson | Sam Warburg | 6–4, 6–0    |

### Doppio
| Anno | Campioni                     | Finalisti                 | Punteggio   |
| ---- | ---------------------------- | ------------------------- | ----------- |
| 2006 | Cecil Mamiit Sam Warburg     | Chris Drake David Martin  | 7–6(3), 6–0 |
| 2007 | Kevin Anderson Ryler Deheart | Rajeev Ram Bobby Reynolds | 6–2, 6–3    |